# 孔采巴
48°07′05″N 29°56′40″E / 48.11806°N 29.94444°E
孔采巴（烏克蘭語：Концеба）是位於烏克蘭西南部的村莊，由敖德萨州波季利斯克区的薩夫蘭市鎮負責管轄。該村始建於1759年，面積7.75平方公里，海拔高度95米，2001年人口2,229，人口密度每平方公里287.61人。